# 城市農民曆
《城市農民曆》是由台灣導演洪淳修執導的一部紀錄片，記錄一位在台北市關渡平原內耕作數十公頃蓮藕、水稻的農夫，在城市農作遇上的種種問題。傳統農民曆提及節氣變化，提供農民耕作進度上的參考，卻無法照料到現今城市農民所遭遇的難題：捷運工程傾倒土方、焚化爐落塵、城市人花心思保育的水鳥大量湧入掘食他的農作等等。本片主角農夫阿郎，憑藉自己摸索，譜出一部台北都會的「城市農民曆」。

## 參展紀錄
2005年參加台灣地方志影展、客家新視界、台灣國際民族誌影展、宜蘭國際綠色影展、鐵馬影展、香港社會運動電影節、台北&亞洲NGOs紀錄片論壇等影展，在台灣地方志（音像紀錄）影展得到優選。

## 外部來源
- 城市農民曆 - TaiwanDocs台灣紀錄片資料庫
- 洪淳修. . 環境資訊中心.   [2024-11-07]. （原始内容存档于2025-01-26）.